# Повітря
Пові́тря — природна суміш газів, з якої складається атмосфера Землі. Спочатку це слово виникло для опису повітря планети Земля, тоді, коли інші планети мало цікавили людство, і тому нині воно все ще вживається саме в такому значенні.
Повітря — життєво важливий компонент довкілля (навколишнього природного середовища).

## Термін
Латинська назва повітря aër походить від дав.-гр. ἀήρ, що виводиться від пра-і.є. *aews- («схід», «світанок»). Похідний корінь аеро- присутній у багатьох пов'язаних термінах: аероплан, аеродром, аеродинаміка тощо.
Українська назва повітря за походженням пов'язана з вітер: схожі слова існують і в інших слов'янських мовах (біл. паветра, пол. powietrze). У більшості слов'янських мов слова зі значенням «повітря» пов'язані з прасл. *duxъ, «дух» (рос. і мак. воздух, болг. въздух, чеськ. і словац. vzduh, серб. ваздух/vazduh) і походять від староцерк.-слов. въздухъ (також має значення «великий покрив на потир і дискос»), утвореного від духъ за допомогою приставки въз-. Із слов'янських це слово було запозичене і в румунську (văzduh), де співіснує з aer. Активно вживалось слово воздух і в староукраїнській мові, трапляється воно й у І. П. Котляревського в «Енеїді», наводиться паралельно з повітря і в Словарі української мови Б. Грінченка. У XX ст. остаточно виходить з ужитку, заміняючись сучасним повітря; в СУМ-11, укладеному в 1970-х, лексема воздух наводиться лише в значенні «великий літургійний покрив», це ж визначення зберігається й у ВТССУМ. У словенській, хорватській і боснійській вживається слово zrak, пов'язане з прасл. *zorkъ («вигляд», «вид»).

## Повітря в атмосфері Землі
Повітря утворює газову оболонку навколо земної кулі завтовшки понад 1000 км. Зі збільшенням висоти повітря стає все розрідженішим, а тиск зменшується. Склад повітря до висот 90—100 км залишається практично незмінним. Вище атмосфера втрачає однорідність і складається переважно з легких газів (гелій, водень).
Основними компонентами сухого повітря є азот (78,09 % за об'ємом) і кисень (20,95 %), а також невелика кількість аргону (~1 %), вуглекислого газу (~0,03 %), водню та інших газів. Вміст водяної пари в повітрі постійно змінюється (від 0,2 до 3 %) залежно від її агрегатного стану. Повітря містить також тверді й рідкі домішки (аерозолі). Від їх кількості та різновиду залежать процеси поглинання і розсіювання випромінювання, утворення окремих оптичних явищ в атмосфері тощо. Вуглекислий газ є фізіологічним регулятором дихального центру людини і тварин. Концентрація вуглекислого газу в повітрі закритих приміщень, яка зростає одночасно із збільшенням вмісту пилу, мікроорганізмів тощо, є головним показником забруднення повітря[джерело?].
Переважна більшість живих організмів споживають з повітря кисень для дихання. Рослини використовують вуглекислий газ для фотосинтезу, біологічні азотфіксатори використовують азот.

## Склад повітря

Склад повітря

Головними складовими частинами повітря (біля земної поверхні) є азот — 78,08 % об'єму, кисень — 20,96 % об'єму та інертні гази — 0,94 % об'єму, у тому числі аргон — близько 0,9 % об'єму. Кількість цих газів у повітрі не змінюється, тому їх називають постійними складовими частинами повітря[джерело?].
До складу повітря входять також: діоксид вуглецю CO2 (вуглекислий газ) — близько 0,04 % об'єму — і водяна пара 0,1—2,8 % об'єму. Однак їхня кількість залежно від умов може значно змінюватись, тому їх називають змінними складовими частинами повітря[джерело?].
Крім того, у повітрі можуть бути різні випадкові домішки, наприклад водень H2, аміак NH3, озон O3, сірководень H2S, метан CH4, діоксид сірки SO2 (сульфітний ангідрид) та інші гази, які потрапляють у повітря внаслідок гниття органічних решток, виверження вулканів, роботи хімічних заводів тощо. Серед випадкових домішок у повітрі також нерідко трапляються дрібні частинки сажі й мінеральних речовин, а також різні мікроорганізми.

## Фізичні властивості
Очищене від сторонніх домішок, водяної пари й вуглекислого газу повітря зовсім безбарвне й прозоре. Воно не має ні запаху, ні смаку. Маса 1 дм3 повітря за температури 0 °C та атмосферного тиску 760 мм рт. ст. дорівнює 1,293 г. Середня молярна маса 22,4 дм3/моль• 1,293 г/дм3 = 28,96 г/моль.
За температури —140,7°С і тиску близько 40 атм повітря скраплюється в безбарвну легкорухливу рідину з густиною 0,9 г/см³. Попри дуже низьку температуру кипіння (близько —192°С за звичайного тиску) рідке повітря можна тривалий час зберігати у відкритих посудинах Дьюара. У таких посудинах рідке повітря випаровується дуже повільно.
При обережному кип'ятінні зрідженого повітря його складові частини випаровуються нерівномірно. Спершу випаровується майже чистий азот (tкип −196 °C), потім — аргон (tкип −186 °C). Залишається майже чистий кисень (tкип −183 °C). На цьому ґрунтується використання рідкого повітря в техніці для отримання азоту, кисню і аргону.
| Густина сухого повітря за нормального атмосферного тиску (101325 Па) |                         |
| --- | ----------------------- |
| \| Температура, °С \| Значення густини, кг/м³ \| \| −25 \| 1,424 \| \| 0 \| 1,2929 \| \| 2 \| 1,284 \| \| 4 \| 1,275 \| \| 6 \| 1,266 \| \| 8 \| 1,257 \| \| 10 \| 1,247 \| \| 12 \| 1,239 \| \| 14 \| 1,230 \| \| 16 \| 1,221 \| \| 18 \| 1,213 \| \| 20 \| 1,2047 \| \| 22 \| 1,197 \| \| 24 \| 1,189 \| \| 26 \| 1,181 \| \| 28 \| 1,173 \| \| 30 \| 1,165 \| \| 100 \| 0,946 \| \| 225 \| 0,7083 \| |                         |
| Температура, °С | Значення густини, кг/м³ |
| −25 | 1,424                   |
| 0 | 1,2929                  |
| 2 | 1,284                   |
| 4 | 1,275                   |
| 6 | 1,266                   |
| 8 | 1,257                   |
| 10 | 1,247                   |
| 12 | 1,239                   |
| 14 | 1,230                   |
| 16 | 1,221                   |
| 18 | 1,213                   |
| 20 | 1,2047                  |
| 22 | 1,197                   |
| 24 | 1,189                   |
| 26 | 1,181                   |
| 28 | 1,173                   |
| 30 | 1,165                   |
| 100 | 0,946                   |
| 225 | 0,7083                  |

| Температура, °С | Значення густини, кг/м³ |
| −25             | 1,424                   |
| 0               | 1,2929                  |
| 2               | 1,284                   |
| 4               | 1,275                   |
| 6               | 1,266                   |
| 8               | 1,257                   |
| 10              | 1,247                   |
| 12              | 1,239                   |
| 14              | 1,230                   |
| 16              | 1,221                   |
| 18              | 1,213                   |
| 20              | 1,2047                  |
| 22              | 1,197                   |
| 24              | 1,189                   |
| 26              | 1,181                   |
| 28              | 1,173                   |
| 30              | 1,165                   |
| 100             | 0,946                   |
| 225             | 0,7083                  |

| Коефіцієнт теплопровідності повітря за нормального атмосферного тиску (101325 Па) |                                     |
| --- | ----------------------------------- |
| \| Температура, °С \| Значення теплопровідності, Вт/(м·К) \| \| –173 \| 0,00922 \| \| –143 \| 0,01204 \| \| –113 \| 0,01404 \| \| –83 \| 0,01741 \| \| –53 \| 0,01983 \| \| –23 \| 0,02207 \| \| –3 \| 0,02348 \| \| 0,1 \| 0,02370 \| \| 7 \| 0,02417 \| \| 17 \| 0,02485 \| \| 27 \| 0,02553 \| \| 37 \| 0,02621 \| \| 67 \| 0,02836 \| \| 97 \| 0,03026 \| |                                     |
| Температура, °С | Значення теплопровідності, Вт/(м·К) |
| –173 | 0,00922                             |
| –143 | 0,01204                             |
| –113 | 0,01404                             |
| –83 | 0,01741                             |
| –53 | 0,01983                             |
| –23 | 0,02207                             |
| –3 | 0,02348                             |
| 0,1 | 0,02370                             |
| 7 | 0,02417                             |
| 17 | 0,02485                             |
| 27 | 0,02553                             |
| 37 | 0,02621                             |
| 67 | 0,02836                             |
| 97 | 0,03026                             |

| Температура, °С | Значення теплопровідності, Вт/(м·К) |
| –173            | 0,00922                             |
| –143            | 0,01204                             |
| –113            | 0,01404                             |
| –83             | 0,01741                             |
| –53             | 0,01983                             |
| –23             | 0,02207                             |
| –3              | 0,02348                             |
| 0,1             | 0,02370                             |
| 7               | 0,02417                             |
| 17              | 0,02485                             |
| 27              | 0,02553                             |
| 37              | 0,02621                             |
| 67              | 0,02836                             |
| 97              | 0,03026                             |

## Якість повітря

### В Україні
Атмосферне повітря в населених пунктах, на територіях підприємств, установ, організацій та інших об'єктів, повітря у виробничих та інших приміщеннях тривалого чи тимчасового перебування людей повинно відповідати санітарним нормам.
Основними показниками, які визначають якість повітря у виробничих приміщеннях є його температура, відносна вологість та швидкість руху.
Гранично допустимі норми вмісту вуглекислого газу в повітрі житлових, офісних та громадських споруд на 2014 рік не було затверджено.

### У Європі
Для оцінки якості повітря у Європі використовують загальний Індекс якості повітря (англ. — Air quality index, AQI). Три різні показники дозволяють зіставляти різні часові масштаби:
- Погодинний індекс описує якість повітря, виходячи з погодинних значень та оновлюється кожну годину;
- Щоденний індекс відповідає за загальні якості повітря попереднього дня, базується на основі щоденних значень і оновлюється раз в день;
- Щорічний індекс демонструє індекс якості повітря протягом всього року і порівнюється з європейськими нормами якості повітря.

В даний час, у всьому світі добова концентрація дрібнодисперсних частинок у повітрі більшу частину часу перевищує рекомендовані межі. Згідно з результатами рецензованого дослідження, опублікованого 6 березня 2023 року в журналі "Lancet Planetary Health", близько 99,82 % території земної кулі схильне до впливу концентрації найдрібніших твердих частинок у повітрі РМ2.5, що перевищує межу безпеки, рекомендовану ВООЗ. І лише 0,001 % населення земної кулі дихає повітрям, яке вважається прийнятним, йдеться у документі. В ході дослідження вчені з Австралії та Китаю вивчили, як змінилося забруднення повітря за два десятиліття до 2019 року. Було встановлено, що щорічні концентрації РМ2.5 та кількість днів з високим вмістом РМ2.5 у Європі та Північній Америці — знизилися, завдяки посиленню норм, що є досить обнадійливим результатом. 